# Gorinsee
Der Gorinsee ist ein natürliches Gewässer in der Gemeinde Wandlitz des Brandenburger Landkreises Barnim. Er gehört zum Gebiet des Wandlitzer Ortsteils Schönwalde und hat eine Fläche von 24 Hektar.

## Allgemeines
Die Wasseroberfläche des Sees liegt 58,5 Meter über dem Meeresspiegel. Bei der preußischen Landesaufnahme von 1903 lag dieser Wert bei 58,7 Metern. Die Wassertiefe beträgt an seiner tiefsten Stelle etwa drei Meter, sie ging seit 1985 permanent zurück. Da der See keine Zuflussgewässer hat, ist die Wassertiefe vom Grundwasser und Schichtenwasser abhängig. Durch die Stilllegung der benachbarten Rieselfelder und eine Grundwasserabsenkung infolge des Baus von Ein- und Mehrfamilienhäusern in der Siedlung Gorinsee seit 1990 drohte der See auszutrocknen. In den letzten Jahren stieg der Wasserspiegel wieder an.

## Siedlung Gorinsee
In der Nähe, südlich des Sees, befindet sich eine gleichnamige Siedlung, in der rund 270 Einwohner leben (Stand 2008).